# いんらん百物語 喜悦絶叫!
『いんらん百物語 喜悦絶叫!』（いんらんひゃくものがたり きえつぜっきょう、英題：The Untold Story）は2022年公開の山内大輔監督の日本映画。別題『ものの怪病院』。

## 概要
大蔵映画伝統の怪談映画として製作。映倫審査は2021年9月1日には行われており（映倫番号:122868）、クランクアップから約1年後の公開となった。猫女・蛇女・河童とかつての怪談映画の定番だった妖怪をオマージュした上で取り上げる。
3人の男を語り部とする3つのオムニバスストーリーが、舞台となる病院で交差、入り混じっていく構成を取る。病院ロケはおもに八潮市元病院スタジオで行われた。
「OP PICTURES+フェス2022」ではR15編集され、「ものの怪病院」と改題され12月8日より上映される。
映画ライターのヒロシニコフは「どことなくポップな響きを持つ題材ながら、山内監督の手にかかるとやはり一筋縄ではいかない“怪”作に」。「現実離れしたエロスや、コミカルな掛け合いの中に、生々しい手触りの愛憎や残酷がドロリと姿を現す」とコメントを寄せている。
2023年8月2日、スターボードより『ものの怪病院』のタイトルでDVD発売。

## あらすじ
心霊研究家でミサワ心霊研究所所長の三沢武雄は、廃病院に男たちを集め、身の回りで起きた怪異な話を語り合っていた。三沢は怪談話を100個集めることで「百物語」よろしく本物の霊体験をしようとしていたのだ。
廃病院に肝試しに出かけるアイリとミツル。ミツルは驚かせるため、自分は幽霊だと自称する。
猫アレルギーの江口は　妻マリカとの夫婦喧嘩を語り出す。
神宮寺家に害虫駆除に入った吉井は、奇妙な父娘を目撃する。
河童、ヘビ神、猫娘。病院にまつわる物怪話はやがて3人の女と結びついていく。

## 登場人物
吉井　
演 - 川瀬陽太
害虫駆除を生業とする男。フルネームは吉井由人。百物語をするため、病院に集まった3人のうちのひとり。
三沢　
演 - 森羅万象（若き日の三沢：折笠慎也）
ミサワ心霊研究所所長。フルネームは三沢武雄。元勤務医にして元殺人犯。百物語をするため、病院に集まった3人のうちのひとり。
江口　
演 - 安藤ヒロキオ　
元IT系サラリーマン。妻の浮気を目撃してしまい廃人のような生活を送る。百物語をするため、病院に集まった3人のうちのひとり。
凛花　
演 - 宝田もなみ　
神宮寺家に住む家事手伝い。いつも独特の喪服を着ており、背中にヘビの鱗のような痣のある。29歳。
フジコ　
演 - 宝田もなみ（2役）
看護師であり、神宮寺老人の愛人。既に死亡している。蛇塚に埋葬された。
マリカ　
演 - きみと歩実
江口の妻。廃病院に住む野良猫「たまみ」をかくまう。物静かな妻だが、霊の見える体質。
アイリ
演 - 岬あずさ
ミツルの彼女。デートに行きたい女。野球帽を被る。幽霊を自称する。
ナツメ
演 - 豊岡んみ
江口の高校時代の同級生。昼食はきゅうりだった。ある日、江口の前に昔の容姿、昔の制服姿で現れる。
ミツル
演 - 赤羽一真
アイリの彼氏。ホテルに行きたい男。お金がないため、映画などは違法配信で見ている。幽霊を自称する。
幸子
演 - 西山真来　
神宮寺老人の妻。既に死亡している女幽霊。
神宮寺老人　
演 - 小林節彦　
神宮寺病院院長。凛花の義理の父親。現在は認知症が進んでおり、時折亡くなっている妻や愛人の名を叫ぶ。

## スタッフ
- 監督・脚本・編集：山内大輔
- 撮影監督：中尾正人
- 録音：西岡正巳、大塚学
- 音楽：project T&K
- 効果・整音：AKASAKA音効
- ラインプロデューサー：江尻大
- 助監督：谷口恒平
- 撮影助手：戸羽正憲、梅田さかえ
- 制作進行：菊嶌稔章
- ポスター：本田あきら
- 特殊メイクアップ＆造形：土肥良成
- 河童＆蛇神イラスト：土肥良成
- 特殊メイク＆造形スタッフ：大森敦史、山岡英則、大塚汐莉、川口怜
- 仕上げ：東映ラボ・テック
- 制作：VOID FILMS
- 提供・配給：オーピー映画